# 日本暴走卡車

裝飾燈具的Dekotora

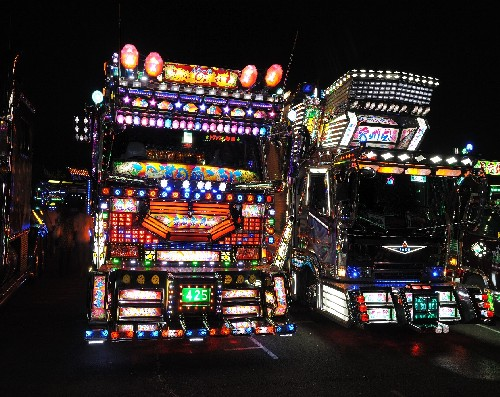
Dekotora同好聚會

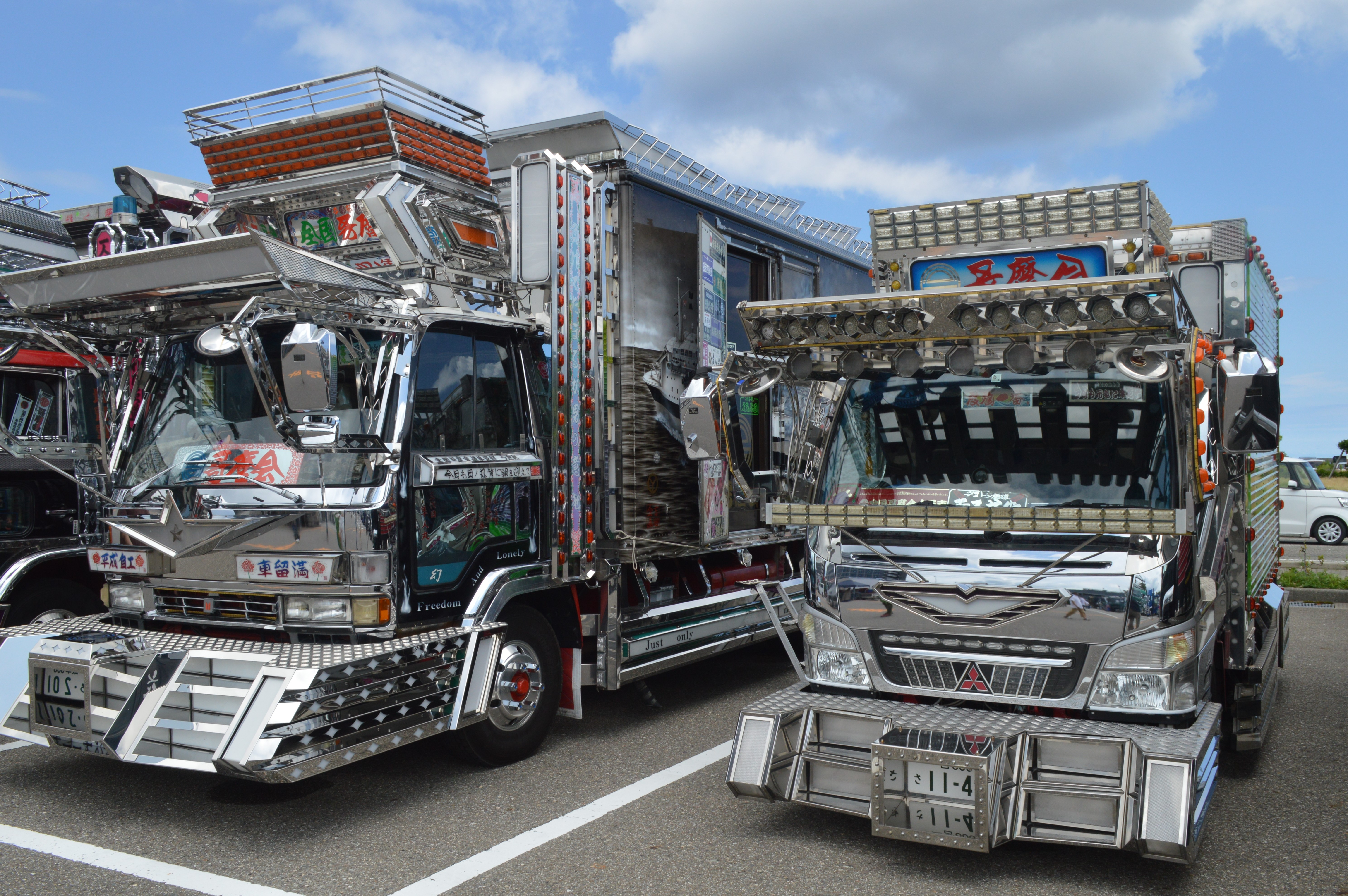
大型裝飾的卡車

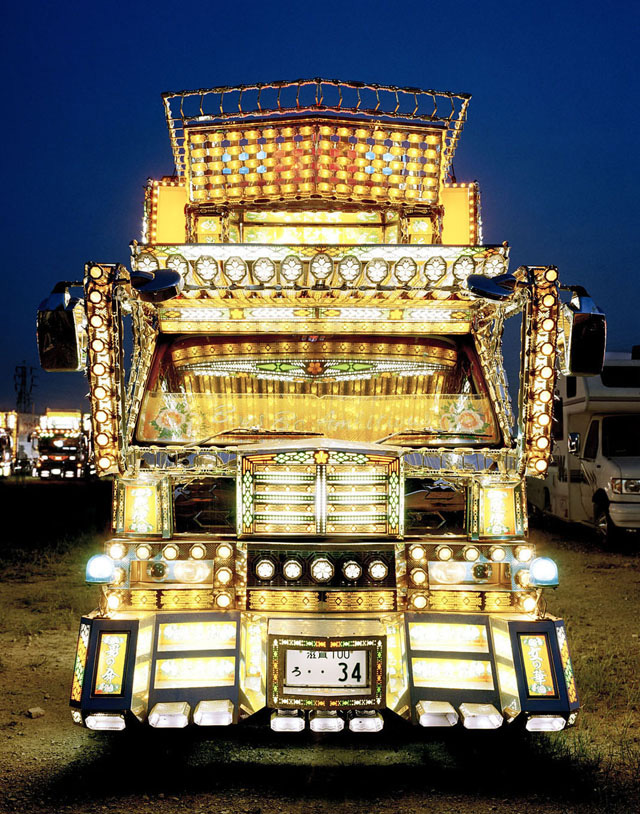
關東得獎作品- 金砲丸

日本暴走卡車（日语：／ Dekotora）是一種日本次文化，指一種過度誇張裝飾的卡車。一詞為和製英語 （decoration truck，即裝飾卡車）的簡稱，該名詞從1976年開始流傳，受美國裝飾卡車藝術影響。日本每年各地有大批同好者聚會和比賽頒獎。
日本暴走卡車的典型裝飾元素包含大量鍍鉻的銀色元件和大面積日本傳統元素彩繪搭配燈飾，後來也有融合動漫元素痛車風格的作品。車型從較小的小貨卡到砂石車、油罐車、冷凍貨櫃車，越大的車體能表現的裝飾越多、越壯觀。
最早的車型來自日本繁榮的水產海鮮運輸業，因為長期要在海邊進出，許多卡車被加上外覆的薄鋁板和電鍍以保護一些車體部分，延長被海風鹽份侵蝕的抗力。後來隨著伊奘諾景氣的繁榮，更多人買得起大型車輛也負擔得起改裝費用，開始有車主覺得外覆板的改裝很誇張而加以美化彩繪，營造個人特色。改裝美化卡車逐漸流行。1970年代，宮城縣石卷市石卷港的第七港町急送公司駕駛組成了第一個日本的改裝卡車同好會「哥麿會」。1975－79年電影《卡車野郎》系列以日本暴走卡車的次文化世界為題，風行全國，開啟了暴走卡車作為中年藍領階級粗放、拼鬥、永不放棄的一種精神象徵，也吸引了叛逆年輕人的嚮往。
1990年代以後，動漫文化的興起提供另一種廉價得多的叛逆表達方式，社會對於暴走卡車的熱衷度下降。其實不少女性和父母認為暴走卡車的裝飾有流氓、混混色彩，事實上車輛也容易遭到警察盤問，目前多數大型運輸公司都禁止暴走卡車改裝，連司機自費也不准，只有個人經營的小型公司能接受。

## 作品
影劇

- 卡車野郎系列 （菅原文太主演） 1975-79
- 往北!暴走月亮天使 （工藤静香主演） 1996[3]
- 爆走卡車少女奈美～三部曲 （吉澤明步主演） 2008-11

電玩

- 爆走卡車傳說～男一匹夢街道(PS主機)
- 爆走卡車傳說～男人胸中天下統一(GB主機)
- 爆走卡車傳說WonderSwan (WS主機)
- 爆走卡車傳說～藝術傳 (PS主機)
- 爆走卡車傳說2～男人生夢一路(PS主機)
- 爆走卡車傳說～男花道美國浪漫(PS2主機)
- 爆走卡車傳說～男花道夢浪漫 (PS2主機)
- 爆走卡車傳說～BLACK (NDS主機)
- 真爆走卡車傳說～天下統一頂上決戰(PS2主機)
- 全國Dekotora祭 (wii主機)
- Dekotora狂走曲 (PS2主機)
- 口袋火車 Pocket Trains (手機)
- 歐洲卡車模擬2自創模組 (Windows)

## 相關
- 改裝車
- 怪獸卡車
- 暴走族
- 痛車
- 電子花車 (台灣)
- 吉普尼：一種在菲律賓出現的車輛
- 南亞卡車藝術